# Steyerbromelia thomasii
Steyerbromelia thomasii är en gräsväxtart som först beskrevs av L.B.Sm., Steyerm. och Harold Ernest Robinson, och fick sitt nu gällande namn av Bruce K. Holst. Steyerbromelia thomasii ingår i släktet Steyerbromelia och familjen Bromeliaceae. Inga underarter finns listade i Catalogue of Life.